# Seifen (Morsbach)
Seifen ist ein Ortsteil von Morsbach im Oberbergischen Kreis im südlichen Nordrhein-Westfalen innerhalb des Regierungsbezirks Köln.

## Lage und Beschreibung
In ländlicher, waldreicher Umgebung liegt Seifen am südlichsten Zipfel des Oberbergischen Kreises. Die nächstgelegenen Städte sind Gummersbach (38 km), Siegen (35 km) sowie Köln (75 km).
Benachbarte Ortsteile sind Ellingen im Norden, Oberwarnsbach im Nordosten, Birzel im Süden, und Birken im Nordwesten.

## Geschichte

### Erstnennung
1508 wurde der Ort das erste Mal urkundlich erwähnt, und zwar „In einer Wechselurkunde wird genannt Johentgen zom Syffen, der synisch war und nun bergisch wird.“
Die Schreibweise der Erstnennung war Syffen. In mittelhochdeutscher Sprache und auch in der Mundart nördlich und südlich der mittleren Sieg bezeichnet ein Siefen bzw. Siepen ein feuchtes Bachtal.

## Freizeit

### Vereinswesen
- Dorfgemeinschaft Seifen